# ヘラクレイデス
ヘラクレイデス（またはヘラクリデス、Heraclides Ponticus 、紀元前387年 - 紀元前312年）は古代ギリシャの哲学者である。地動説に近い概念の宇宙体系を考えた1人であるとされる。同名者と区別するために、ポントスのヘラクレイデスとも言う。
現在はトルコに属するヘラクレア・ポンティカ（現在のカラデニズ・エレーリ）に裕福な貴族エウテュプロンの息子として生まれた。アテネのアカデメイアにプラトンや彼の後継者であるスペウシッポスに学んだ。さらにアリストテレスにも学んだ。スーダ辞典によれば、紀元前360年頃のプラトンのシケリア（現在はイタリアのシチリア島）行きの時、アカデメイアの運営をヘラクレイデスに任せたとされる。アカデメイアの2代目の会頭、スペウシッポスが紀元前339年に没すると、3代目の会頭の座をクセノクラテスと競った。その後ヘラクレアに戻り、ヘラクレアで没した。
ディオゲネス・ラエルティオスの『ギリシア哲学者列伝』には彼の著作のリストがあるが、哲学や数学などに関するものと思われるタイトルが並んでいる。ディオゲネスによれば、それらのうちのいくつかは喜劇や悲劇の形式であるという。
天文学史においては、ヘラクレイデスは金星と水星の位置が太陽から一定角度以上離れないことを根拠として、水星と金星が太陽の周りを回っていると考え、太陽や外惑星は地球の回りをまわっているという、後のティコ・ブラーエの宇宙像に近い宇宙観をもっていたとされるが、それは後世の学者の誤解によるものであるという説もある。

## 関連文献
- 納富信留『ギリシア哲学史』「第29章 ヘラクレイデス バロックの学問と文学」 筑摩書房、2021年。ISBN 978-4-480-84752-2